# Hallmark Channel
Hallmark Channel és un canal de televisió estatunidenc patentat per l’empresa Crown Media Holdings Inc. que a l’ensems forma part de l’empresa privada Hallmark Cards Inc.
La programació del canal està principalment dirigida a famílies. El seu contingut en la seva majoria es basa en pel·lícules per a un format televisiu, minisèries (generalment dins del gènere romàntic), sèries originals i adaptades i programes quotidians.
El febrer del 2015, Hallmark Channel estava disponible a les televisions d’unes 85.439.000 cases (73,4% de les cases que tenien televisió) als Estats Units. Tot i ser una empresa majoritàriament apolítica, Hallmark Channel ha rebut una gran acollida per part d’usuaris conservadors, sobretot aquells que viuen als suburbis i les zones rurals. D’acord amb una entrevista que Steven Malanga, recercador al Manhattan Institute for Policy Research, va fer al diari Los Angeles Times: sent que la xarxa i la programació de la cadena representen els desitjos tradicionals per a la conservació dels valors familiars, abstenir-se de la política i la denigració de la religió.
Les cadenes conservadores que els fa la competència en el camp de la programació televisiva d’entreteniment són la INSP i la GAC Family (creada pel CEO de la cadena Hallmark Bill Abbott). FETV és una altra competidora però a un nivell més baix.
La major part de la filmografia de Hallmark està creada al Canadà, amb localitzacions i actors canadencs.

## Història
La història de Hallmark Channel es remunta al llançament de dues cadenes de televisió per cable religioses separades, American Christian Television System (ACTS) i Vision Interfaith Satellite Network (VISN). Ambdúes xarxes començaren a compartir el transponedor al satèlit Galaxy III el 1992. La concordança a repartir-se les franges horàries i compartir horaris comportà la unió de les cadenes primerament sota el nom de VISN/ACTS. Igualment, cada xarxa tenia una graella i logo diferent.
VISN fou llençat al mercat l'1 de juliol del 1988, creada per la National Interfaith Cable Coalition, en cooperació amb diferents proveïdors de canals. L’afiliació estava formada per 65 grups religiosos diferents. La cadena tenia una graella d’unes 16 hores diàries plenes de programes religiosos per a religions com: l’església protestant, l’església metòdica, els evangelistes luterans estatunidencs, fins a l’església unida. A part de l'Església catòlica, la de Jesucrist dels sants dels darrers dies i certa programació també dirigida per a jueus i islàmics. VISN programava durant les hores del matí i la tarda.
ACTS començà a operar el 1984 per la Southern Baptist Convention. A l’inici programava per a persones evangèliques i fonamentalistes cristianes com la SBC, l’Església Reformada Cristiana i l’Associació d’Esglésies Baptistes; a part de reconeguts evangelistes com Jerry Falwell, Charles Stanley i D.James Kennedy. Ambdós canals programaven durant vàries hores al dia programes religiosos per a nen com, Sunshine Factory, Joy Junction, Davey and Goliath i Jot.
El 1993, la cadena fou redenominada com Faith and Values Channel (el canal de la fe i els valors). Començà a afegir certs programes laics. Especialment d’esport, salut cuina, sèries i pel·lícules per a famílies.

### Odyssey Network
L’any 1995, el conglomerat en cable anomenat Tele-Communications Inc Liberty Media adquirí el 49% del canal Faith and Values, aconseguint la direcció i operació de control de la xarxa. Alhora, hi afegiren programes laïcs tot reduint la programació purament religiosa; passant de les 16 a les 10 hores diàries. El 1996 l’empresa es redefonó com a Odyssey Network (tot i que les promocions simplement l’anomenaven com a Odyssey) i llençaren una pàgina web, Odysseyfamily.com.
El 1997, el CEO Gary Hill morí.
Algunes sèries religioses que programaven diàriament eren: The Teaching of Christ (L’ensenyança de Crist), The Daily Mass (La missa diària), i A Biblical Portrait of Marriage (El retrat bíblic d’un matrimoni). Altres programes del canal eren Brooklyn Bridge (El pont de Brooklyn), Trapper John, M.D. i Davey i Goliath, un programa per a nens. La cadena prduïda programes sota el nom d'Odyssey Productions. El canal tenia una varietat de programes presentats per la cantant de gòspel Cece Winans anomenat Cece’s Place.
Hallmark Entretaiment i la companyia de Jim Henson compraren accions d'Odyssey el 1998. Liberty havia convençut Hallmark per no llençar el seu propi canal domèstic a causa de la dificultat de dur-ho a terme. Essent així la Coalició Interfaith i Hallmark-Henson compartirien la mateixa graella mentre Liberty creixia. Quan Hallmark i Henson van voler incrementar i afegir contingut a la seva biblioteca d’arxius s'adonaren que no podien fer grans canvis en el sistema per tal que el sistema de cable no el fessin fora. Finalment, Hallmark contractà la vicepresidenta de la cadena mundial Fox Kids Network, Margaret Loesch. Fent que aquell mateix any Odyssey es convertís en un canal familiar.
Sota la nova estructura de la directiva, el sistema d’Odyssey fou sotmès a una renovació completa sota l’etiqueta “Hallmark and Henson Network”. La renovació del 4 d’abril del 1999 se centrà en l’eliminació i rebaixa de programes religiosos a 4 hores; tot i això, la programació dels caps de setmana romàs sent en la seva majoria religiosa. La cadena se centrà més en la programació de programes d’entreteniment per a tota la família; incloent-hi algunes sitcoms, programes per a nens i films familiars. Gulliver’s Travels fou la primera minisèrie que la productora llençà després de la renovació. A la graella també s'hi podia trobar The Muppet Show, Fraggle Rock, Zoobilee Zoo, The Archie Show. El 2000 la cadena llençà la seva primera pel·lícula original de nadal.
Crown Media Holdings Inc., fundada el 2000 va ser formada a partir de la unió de Hallmark Entertaiment, Chase Equity Associates, Liberty Media i la National Interfaith Cable Coailition; dirigint un 77,5% dels interesos de l’Odyssey Network cap a la nova xarxa.
Avui en dia la companyia Henson està dirigida per EM.TV Merchandising.

### Hallmark Channel
El 5 d’agost del 2001 la cadena fou sotmesa a una renovació de nom, aquest cop sota el segell de Hallmark Channel. La reforma inserí en la seva programació, deixant a banda la supremacia religiosa i apostant per introduir continguts originals.El primer programa que la cadena llençà un cop feta la reforma fou la minisèrie The Infinite Worlds of H.G.Wells. La programació del primer any incloïa la trilogia fílmica de Sherlock Holmes a part d'unes altres cinc pel·lícules, dues minisèries i tres sèries; una d’elles vinguda de The Jim Henson Company. L’abril del 2001, Crown Media obtingué 700 títols de la filmoteca de Hallmark Entertainment Distribution, una sucursal de Hallmark Entertainment. La cadena començà a emetre un seguit de programes de misteri cada diumenge a la nit anomenat Mystery Movie.
El 2002 la cadena llençà el seu primer programa de tertúlies anomenat New Morning el qual s'emetia cada matí. També comptaven amb la versió pels diumenges al matí, protagonitzat per Naomi Judd, sota el nom de Naomi’s New Morning. El programà durà dos anys, fins a la seva cancel·lació a inicis del 2007.
La sucursal internacional de Hallmark (Hallmark Channels in international markets) va ser venuda el 2005 a Sparrowhawk Media, una entitat privada motoritzada per Providence Equity Partners i 3i per 242 milions de dòlars. Aquell mateix any la cadena visqué el seu major creixement d’audiència, amb un 34% més que la temporada anterior i fou classificat el setè del país pel que fa a creixement. Fent que el film més vist de la televisió per cable, amb 3 milions i mig de visualitzacions fos “Meet the Santas” de la seva productora.
El 2006 la cadena aconseguí les llicències d’ús de 35 pel·lícules de la productora Warner Bros.; entre aquestes trobem films com “Troy” (2007), “March of the Penguins” (2005)... A més a més, a finals d’any la cadena tornà a superar els seus propis nombres d’audiència amb més de 4 milions; gràcies al film original “The Christmas Card”.
Amb la fi del contracte entre RHI Entertainment’s i Hallmark Channel, la productora Larry Levinson es convertí en la principal productora de la cadena. El 2007, s'incorporaren nous productors que incrementaren un 50% la creació de noves pel·lícules originals des del 2007 al 2008.
El gener del 2008, la demòcrata Hillary Clinton comprà una hora punta de la programació de Hallmark Channel per a la promoció de la seva campanya presidencial.
El 2009, després d’un canvi en la directiva de la cadena, Hallmark Channel passà de tenir grans anuncis per a optar pels intervals publicitaris de 30 segons. A part d’expandir-se per l’Est del país, on no eren tan coneguts. A finals del mateix any, la pel·lícula “ The National Tree” donà el tret inicial a l’anual programació del compte enrere per a Nadal; una programació temporal especialitzada en la festivitat nadalenca. Els personatges de Hallmark, Hoops i Yoyo presentaren cada divendres la “nit de films” (Movie Night) nadalenca.
El 2010 portà un enriquiment a la cadena de programes quotidians gràcies a l’acord amb Marta Stewart Livibg Omniedia i el seu propi programa: “Martha Stewart Show”. Aquest comptava amb les hores “primetime” de la setmana. Al cap d’un mes la seva programació fou retallada a cinc hores. I el gener 2012 la cadena cancel·là “The Marta Stewart Show” pel seu alt pressupost; tot i això, deixaren alguns programes de la MSLO.
El 2011, Hallmark comencà a llençar els seus programes protagonitzats per animals amb els “Hero Dog Awards”. Creant fins i tot la seva mascota, el cadell de Husky nadalenc sorgit de l’animació festiva “Jingle all the way”. El 2012, es programà “Chistmas in July” durant una setmana per a promoure els ornaments nadalencs de Hallmark, convertint-se en un esdeveniment anual.
A finals del 2012, la caena Hallmark renovà la graella diària. Llençant “Marie!”, una tertúlia presentada per MArie Osmond, i “Home and Family”, mentre alternaven tres programes de MSLO. Dues pel·lícules pilot adaptades de novel·les, “Cedar Cove” i “When Calls the Heart” també es mostraren. Finalment, ambdues foren convertides en sèries, essent així, “Cedar Cove” fou la primera sèrie original de la cadena en programar-se al “primetime”. Per contra, “Marie!” va haver de cancel·lar-se després de la primera temporada.
A la temporada 2011-2012, la cadena ABC començà a programar als eu canal “Hallmark Hall of Fame” mostrant cada capítol una setmana més tard fins a la temporada 2014-2015. El primer capítol a debutar a Hallmark Channel fou “One Chrsitmas Eve”, protagonitzat per Anne Heche. Al canal per cable, també es llençaren quatre pel·lícules originals com a part del programa “Hall of Fame”. A més de posar l’arxiu HHOF a disposició.
El març del 2013, la cadena introduí un nou bloc fílmic familiar per a les nits de divendres: “Walden Family Theatre”, amb col·laboració amb Walden Media. Gràcies a un acord amb la CBS, el 2013, Hallmark va obtenir la programació de la sèrie “The Good Wife” pels caps de setmana. Tot i la bona rebuda en el “primetime”, la cadena decidí enretirar la seva programació al cap d’uns mesos.
A la temporada 2014-2015, Hallmark va assolir les sèries “The Good Witch” i “Sign, Sealed, Delicered”. A més de la creació del compte enrere per a Sant Valentí. Usant la mateixa fórmula que amb el bloc de Nadal.
L'abril del 2014 es llençà la plataforma en línia de Hallmark “TV everywhere video on-demand”. On els subscriptors podien veure pel·lícules i sèries a la carta. El 2021 el nom de l’aplicació canvià per “Hallmark TV.”
El 2015, la cantant Mariah Carey dirigí i protagonitzà un film nadalenc per a Hallmark. A més a més, presentà el seu propi programa “Mariah Carey’s Merriest Christmas” el qual es convertí en el programa més vist de la cadena. El maig del 2016, Carey signà un acord per al desenvolupament, producció, direcció i creació de tres films televisius i una cançó original per a tres films de Sant Valentí.
El primer festival de programació nadalenca de la cadena es va fer el gener del 2016 sota el nom de “Winterfest”. El març del 2016, els executius de Hallmark Channel van revelar les seves intencions de dividir la seva programació per estacions anuals. Per aconseguir l’èxit que havien trobat amb el compte enrere per a Nadal.
El 20 d’octubre del 2016, Hallmark Channel i el canal de pel·lícules i misteris Hallmark van ser afegits al servei SlingTV. A més a més. El novembre del 2017 PlayStation els afegí aquests dos canal i Hallmark Drama al seu menú.
L’octubre del 2017 el canal llençà un nou servei de subscripció anomenat Hallmark Movies Now, el qual mostra nou contingut de la xarxa. Un any més tard els tres canals principals de Hallmark van ser afegits al menú de la plataforma en línia Philo. A part, junt amb SiriusXM, Crown Media llençà el canal de ràdio de Hallmark. Amb un format 24 hores de reproducció de música nadalenca.
El novembre del 2017 la cadena va batre en una sola nit les classificacions de les quatre cadenes més grans del país gràcies al film “The Christmas Train”.
El març del 2019 Hallmark anuncià l’acomiadament de l’actriu Lori Loughlin i el desenllaç per a futures produccions a causa de la seva involucració de l’escàndol de les admissions universitàries del 2019. 
El desembre del 2019, la cadena cancel·là l’emissió dels anuncis del registre matrimonial Zola.com, ja que a l’anunci hi sortien dues promeses fent-se un petó. Això portà queixes per part de la unió “One Million Moms”, una divisió social conservadora de l’Associació Familiar d’Amèrica i l'organització “Southern Poverty Law Center”. Conegudes per ser uns grups d’odi en contra de la comunitat LGTB. Les seves queies citaven que l’anunci incitava les conductes homosexuals i el matrimoni entre persones del mateix gènere. Anuncis semblants on sortien parelles heterosexuals no foren cancel·lats. Com a resultat, centenars de persones reivindicaren a boicotejar la cadena a partir de les xarxes socials. Mentre la competència, Netflix i Disney, contestaren a l’acte de Hallmark mostrant la seva inclusivitat i acceptació cap a la comunitat LGTBI. El 15 de desembre, Hallmark va desfer la seva decisió envers l’anunci tornant a incloure’l a la seva programació i s'uní a treballar amb GLAAD, una organització LGTBI que treballa per a la inclusió de la comunitat en els mitjans audiovisuals, per a la creació de nous programes inclusius. Essent així, a la temporada final de “The Good Witch”, la qual fou disponible el juliol del 2021, hi apareix el primer petó lèsbic mai mostrar a cap producció Hallmark.

## Programació
La programació de la cadena Hallmark es basa en films clàssics i alguns més recents i/o originals, sèries de televisió i pel·lícules televisives originals. També compta amb l’antologia de sèries de Hallmark Hall of Fame (el passeig de la fama de Hallmark).
Alguns dels programes originals del canal incoluen tertúlies com “Home & Family” (el qual originà a Freeform quan era conegut com The Family Channel l'abril del 1996) i “When Calls The Heart” (basada en les novel·les de Janette Oke). La programació original consistia en la seva majoria de programes quotidians i pel·lícules per a la televisió; Hallmark Channel debutà amb la seva primera sèrie original en “primetime” el juliol del 2013, amb la “premire” de “Cedar love” (una adaptació de les novel·les de Debbie Macomber).

### Pel·lícules originals
Els films televisius de la cadena són característics per la narració d’històries per a tota la família i inspiració. Les temàtiques poden anar des de pel·lícules basades en Nadal al gènere Westerm. A l’inici del desenvolupament de la cadena, Hallmark, creava una pel·lícula televisiva un cop a l’any; majoritàriament aquestes eren produïdes per RHI Entertainment. Tanmateix, el 2008, Crown Media augmentà la seva producció a uns trenta films anuals, obrint dues altres productores, nogensmenys, RHI segueix produint certes pel·lícules per a Hallmark Channel. La cadena estrenà 35 films originals del 2009 al 2010.
Les pel·lícules originals de Hallmark van ser pressupostades per 2,2 milions de dòlars l’any 2007. Hallmark no es fa responsable del cost total del film sinó que la mateixa productora és qui s'encarrega de pagar la resta.

#### Sèries
- Hallmark Hall of Fame: originalment es tractava d’un arxiu per a l’antologia dels films serials. La saga canvià la seva versió original al canal el 2014.[29]
- Mystery Movie (també Hallmark Channel Mystery Wheel): La cadena començà a programar un bloc de films de misteri pels diumenges a la tarda. La rotació consistia en quatre films serials independents que més tard també serien mostrats al canal Hallmark Movie (el canal fílmic).[29] Dos d’aquests films serials eren “Mystery Woman” i “Jane DOe”.[30]
- Walden Family Theatre (2013). El 15 de març del 2013, la cadena començà la seva programació de films serials per a tota la família dels divendres nit. El film fou cocreat per Walden Media, Arc Entertainment, Procter & Gamble i Walmart. P&G i Walmart cooperaren per a la venda de la sèrie en format DVD a les seves botigues; mentre que Walden i Arc van ser coproductores. El primer film va ser l’estrena mundial de “Return to Nim’s Island” i “Space Warriors”. La segona temporada de la sèrie fou llençada el 6 de setembre del 2013, amb l’estrena de la pel·lícula “Dear Dumb Diary”; basada en el llibre escolar i l’era del drama pels drets civils “The Watson Go to Birmingham”.[31]

### Programació estacional
La cadena Hallmark és coneguda per la seva programació estacional, seguint el calendari i festivitats cim; Nadal, el dia de la mare, Sant Valentí... Creant noves pel·lícules anualment específicament per aquestes dates. Amb la introducció del compte enrere per a Nadal començat el 2009, la cadena es va anar expandint regularment la seva programació estacional. El 2016 la cadena havia dividit la seva programació anual per temàtiques festives amb una graella original alineada amb els temes anteriors. El CEO de Crown Media de l’època, Bill Abbott, explicà que aquesta estratègia permetia a la xarxa posicionar-se com a “ una destinació anual per a les celebracions”.
- “Winterfest” (2016-2020) es programa el gener, el seu primer film original fou “Love is Paradise”. Des del 2021 l’esdeveniment s'anomena New Year Movies!
- “Countdown to Valentine’s day” (2015-2019) s'emet el febrer. El 2015, l’esdeveniment durà quinze dies i comptà amb l’estrena de quatre films originals. El 2020 i 2021, aquesta secció anual s'anomenà “Love Ever After” (Estimar per sempre). El 2022, es canvià el nom per a “Loveauary” (un joc de paraules entre el mot “amor” i “febrer).
- “Spring into Love”, formalment “Spring Fling” i “Spring Fever”, s'emeten entre març i abril.[35]El 2018 i 2019 es nomenà aquesta secció com a “Spring Fever” (febre primaveral), el 2020 i 2021 el nom canvià per “Spring Fling” (festa primaveral); finalment, el 2022 el nom es modificà per “Spring into Love” (Amor primaveral).
- “Countdown to Summer” fou un únic bloc anual que es va fer el maig del 2020 amb l’estrena de cinc pel·lícules.
- “Summer Nights”[36](2016-present) s'emet a partir del juny fins a l’agost. El 2017 els films d’aquesta secció només es programaven a l’agost. El 2018 i 2019 el termini s'amplia incloent-hi juliol. El 2020, només es van programar tres films a l’agost a part de les cinc pel·lícules de la nova secció “Countdown to Summer” programades el maig. El 2021 els films de “Summer Night” es van dividir en dues parts, la primera s'emetia el juny i la segona part no era programada fins a l’última setmana de juliol, agost acabant a la primera setmana de setembre.
- “June Weddings” (2017-2019) fou emesa al llarg del mes de juny. Ha estat interrompuda des del 2020.
- “Fall Harvest” (2015-present) s'emet durant els mesos de setembre i octubre, principalment es basa en una programació de pel·lícules que segueixen una temàtica de tardor (a vegades relacionades amb la festivitat de “Halloween”).[37][38]El 2016 i 2019, els films d’aquesta secció es van emetre només el octubre.
- “Five Nights Stuffed Full of Original Holiday Movies” (2015-present) s'emet cada any al voltant de les dates de la festivitat de “Thanksgiving” (acció de gràcies).[39]

### Compte enrere per Nadal
Des de l’últim cap de setmana d’octubre fins l’u de gener, Hallmark Channel emet un bloc anomenat “Countdown to Christmas”, amb una programació nadalenca. La secció s'anomena “Countdown to Christmas” (compte enrere per Nadal)des del 26 de desembre fins a l’1 de gener i acaba amb l’emissió del “Tournament of Roses Parade” (la desfilada i concurs de carruatges florals).
La secció començà el 2009, tot i que la primera pel·lícula original de la cadena amb temàtica nadalenca fou estrenada el 2000. Personatges originals del canal com Hoops & Yoyo presentaren la nit de pel·lícules de divendres el 2009. El compte enrere comptava amb 12 films originals el 2013 i el 2016 ja en tenia 21.Algunes de les actrius que sortien en les pel·lícules nadalenques (anomenades “Reines de Nadal”) són Rachel Boston, Candance Cameron Bure (que sortia a altres projectes de la cadena.Principalemnt comeguda pel seu paper com a Aurora Taegarden), Lacey Chabert, Erin Krakow, Kellie Martin, Danica McKeller, Autumn Reeser i Alicia Witt. Hallmark té un sistema de classificació temàtic pels films nadalenca: F per a família i J per “joy” (entreteniment).
Des del 2012, la cadena emet “Christmas in July”, una programació de films nadalencs usada per a promoure les cartes Hallmark per a la propera temporada. El 2013 l’esdeveniment incloïa recomanacions nadalenques de “Home and Family”. El 2014 l’esdeveniment hi afegí l’estrena d’una pel·lícula teatral. Ja el 2015 hi incloïa un film original.
El 2014, la cadena Hallmark i Hallmark Cards col·laboraren per primer cop en un film, “Northpole”, la qual es mostrà durant la programació del compte enrere. Al llarg de les vacances de Nadal del 2017, la cadena Hallmark estrenà 33 films nadalencs originals, superant el número de l’any anterior, 28. Fins al 2017, Hallmark comptava amb un total de 136 pel·lícules originals amb temàtica nadalenca a la seva filmoteca.
El Nadal del 2018, es creà junt amb Sirius XM la ràdio Hallmark. Aquesta emetia música nadalenca al llarg del dia; era presentada per talents de la mateixa cadena com Holly Robinson Peete i Lacey Chabert. En honor amb el desè aniversari de la franquícia, del “Compte enrere per Nadal”, al llarg del 2019, s'emetia un film nadalenc cada divendres. A part d'una conferència que es va fer a Edison, Nova Jersey el novembre del 2019, on espectadors van poder conèixer a les celebritats de la cadena. 

### Franquícia especial per animals
Gràcies a l’èxit del “Dog Hero Awards” (els premis a gos heroi), la cadena creà una franquícia amb programes addicionals amb una graella esportiva. A part dels “Dog Hero Awards” i “Kitten Bowl” (bol gatet), la cadena té un “Paw-Star Game” (joc de mascota estrella), “MLB’s All-Star Game” i “Summer Kitten Games” creada específicament pels Jocs Olímpics de Rio de Janeiro, El febrer del 2014 la cadena s'uní amb la North Shore Animal League de Nova York, l'organització més gran animalista de l’Est dels EUA, pel debut de “Kitten Bowl” duranr la Super Bowl XLVIII. L’esdeveniment, presentat per Beth Stern i els comentaristes John Sterling i Mary Carrillo està disenyat com a contraposició a la Super Bowl i s'emet durant la mitja part del partit. Al cap i a la fi el format és el mateix que qualsevol altre programa d’animals com Animal Planet o Puppy Bowl. L’u de febrer del 2015 el “Kitten Bowl” es tornaren a emetre i fou vista per 1,3 milions de persones. Des d’aleshores cada any s'emet el programa amb una durada de tres hores. El 2019 Hallmark hi va incloure “Cat Bowl”, que s'estrenà el cap de setmana de la Super Bowl. La vuitena i última edició del “Kitten Bowl” fou el 2021, ja que Hallmark cancel·là el programa el 2022.

### Estàndards de contingut
La cadena Hallmark ha estat criticada per editar i censurar certes parts de la seva programació que el departament d’Estàndard i Pràctiques ha considerat les paraules ofensives. Després que la paraula “Déu” fos silenciada del film “It Could Happen to You” l’abril del 2014, justificant que “el seu nom havia estat usat en va”; aquest intent de conservadorisme els comportà crítiques per part d’espectadors religiosos, fet que ho interpretaren com un acte d’odi cap a Déu. El 2011, la blogger Donna Cavanagh criticà les polítiques de la cadena, descrivint-les com “la censura en el seu pitjor estat”, amb l’emissió de profanitats o epítets com “cul”. Com a resposta a les alegacions de Cavanagh, un representador del canal escriví:
| «                                                     | “Crown Media Networks està compresa amb la programació familiar. Els nostres Estàndards i Pràctiques (“S&P” - les coses que són acceptables o no a la nostra xarxa) són molt conservadores. Hi ha paraules i frases que s'usen de manera comuna en altres canals i emissores que el S&P de la cadena Hallmark troben inacceptables.” | » |
| — Corresponsal de Hallmark Channel, Wikipedia anglesa | |   |

Cavanagh acusà el canal d’hipocrasia, ja que, jutgen cert material per ser qüestionat davant les seves polítiques morals mentre segueixes adquirint sitcoms d'altres cadenes com “Fraiser” i “The Golden Girls” on sovint es troben continguts sexuals i referències a la promiscuïtat. Altres han recomanat la programació nocturna del canal, citant que la censura verbal només és un “petit fre a la diversió”

## Versions internacionals
La cadena Hallmark operava diversos canals per cable a diferents marcats internacionnals. Aquests van ser venuts Sparrowhawk Media el 2005, que més tard serien adquirits per Universal Networks International el 2007.
L’acord de llicències amb Universal va exaurir el juliol del 2011 i els canals doren o bé tancats o passaren a les mans d’una altra empresa de l'NBC Universal (com Diva Universal, Studio Universal, 13th Street Universal o Universal Channel). Al Regne Unit, els films originals de Hallmark que en un inici es veien a Hallmark Channel ara estan disponibles al Movie 24, un canal germà.
El 25 d’octubre del 2018, Corus Entertainment anuncià que W Network passaria a ser l’única emissora canadenca en mostrar les sèries i pel·lícules originals de Hallmark a partir de l’u de novembre. L’acord inclou certes seccions de la programació Hallmark i l’emissió d’esdeveniments anuals com el Compte enrere per Nadal (la principal causa per a dur a terme l’acord).